# 天山区
天山区（てんざん-く、中国語：天山区、ウイグル語：تەڭرىتاغ رايونى）は、中華人民共和国新疆ウイグル自治区ウルムチ市に位置する市轄区。
新疆ウイグル自治区の政治の中心地であり、中国共産党、政府、軍及び新疆生産建設兵団の中央機関や拠点が置かれている。

## 歴史
清代にウルムチ市の地域が迪化城と名付けられ、1880年代に新疆省が設置されウルムチ市が省都となった際にも旧市街地を中心とした地区として発展してきた。当時、一区から五区に分けて管轄されていたが、その内1957年に一区、四区、五区が合併し天山区となった。1960年に旧二区、三区の地区も天山区に併合された。
2002年に区内の烏拉泊街道を南泉区として分離（後の達坂城区）。
2016年にサイバグ区のウルムチ地方国営種牛牧場を含む地区を天山区に編入。

## 人口動態
総人口約68.2万人、そのうち定住人口は47.6万人。天山区内には漢民族、ウイグル族、回族、カザフ族、モンゴル族、キルギス族など44の民族が居住しており、少数民族の人口は27.2万人、総人口比率は39.1％。

## 産業
新疆ウイグル自治区における金融センターとしての発展が進んでいる。新疆ウイグル地域の観光振興にも力を入れている。また、地域医療の中核を担う医療施設の整備が進んでいる。

## 文化
- 新疆人民放送局（新疆人民广播电台）
- 新疆人民出版社
- 新疆歌舞劇院（新疆歌舞剧院）

## 観光
- 新疆民街

## 行政区画
16街道、6片区を管轄：
- 街道弁事処：燕児窩街道、勝利路街道、団結路街道、解放南路街道、解放北路街道、新華南路街道、新華北路街道、和平路街道、幸福路街道、東門街道、青年路街道、鹸泉街道、延安路街道、紅雁街道、南草灘街道、東泉路街道
- 片区：二道橋片区、黒甲山片区、大湾片区、賽馬場片区、南湾街片区、大巴扎片区